# Заруба, Радек
Радек Заруба (чеш. Radek Záruba; 5 июня 1979, Дечин) — чешский гребец-байдарочник, выступал за сборную Чехии в начале 2000-х годов. Участник летних Олимпийских игр в Сиднее, серебряный призёр чемпионата Европы, победитель многих регат национального и международного значения.

## Биография
Радек Заруба родился 5 июня 1979 года в городе Дечине Устецкого края.
Первого серьёзного успеха на взрослом международном уровне добился в 2000 году, когда попал в основной состав чешской национальной сборной и побывал на чемпионате Европы в польской Познани, откуда привёз награду серебряного достоинства, выигранную в зачёте двухместных байдарок на дистанции 500 метров — в решающем заезде его обошёл только немецкий экипаж Тима Вискёттера и Рональда Рауэ.
Благодаря череде удачных выступлений удостоился права защищать честь страны на летних Олимпийских играх в Сиднее — стартовал здесь в двойках на пятистах метрах вместе с напарником Павлом Голубаржем и в одиночках на тысяче метрах — в обоих случаях сумел дойти лишь до стадии полуфиналов, где оба раза финишировал шестым.
Впоследствии, тем не менее, Заруба не показывал сколько-нибудь значимых результатов на крупных международных регатах.